# Olga Sachsel-Geiringer-Lichtenstein
Olga Sachsel-Geiringer-Lichtenstein (27. července 1876 Staré Buky – 22. dubna 1943 Treblinka, Polsko) byla německá židovská spisovatelka, básnířka a překladatelka.

## Životopis
Otec Olgy byl Moriz Lichtenstein, matka byla Camilla Lichtenstein-Oesterreicher. Měla dva bratry – staršího Georga Lichtensteina (17. 8. 1875) a Rudolfa Lichtensteina (1878–1942). Její první manžel byl JUDr. Heinrich Geiringer (1865–1918), se kterým se rozvedla roku 1901. Druhý manžel byl MUDr. Maxmilian Sachsel (1870–1935), za kterého se provdala roku 1908 ve Vídni. Měli spolu syna Eduarda Sachsela (1909–1942).
Olga Sachsel-Geiringer-Lichtenstein psala básně, prózu, překládala ze španělštiny a italštiny. Byla předsedkyní spolku Klub der Schriftstellerinnen, Prag a členkou spolku Der Schutzverband Deutscher Schriftsteller. V Praze X přebývala na adrese Riegrova 12. V letech 1932–1938 bydlela Olga v Salcburku na adrese Linzer Gasse č. 24. Zde byla na její památku umístěna pamětní dlažební kostka.

## Dílo

### Básně
- Blätter im Winde: Gedichte – Radolfzell am Bodensee: Adolf Dressler, 1929

### Próza
- Stille Helden: Roman aus dem neuen Wien, 1926
- Heimweh: Kleine Erzählungen aus Wirklichkeit und Märchenland – Adolf Dressler, 1931
- Die Spieluhr und anderektorsbilder aus meinem Leben, 1931
- Dein Gedenk ich: Ein Buch der Erinnerung – Meinem unvergesslichen Gatten Herrn Max Sachsel gewidmet. Prag: Selbstverlag, 1935
- Wandervögel: Drei Frauenschicksale. Prag: Neumann u. Co., 1938

### Překlady
- Spanische Novellen, 1918
- Neue spanische Novellen, 1921

### Hudebnina
- Mein Bubi: Lied für eine Singstimme mit Pianoforte – von Franz Kraupner; (Text von Olga Sachsel). Prag: S. G. Porges